# やまなし源水ラーメン
やまなし源水ラーメン（やまなしげんすいラーメン、Yamanashi Gensui Ramen）は、山梨県のご当地ラーメン。

## 概要
12の企業や団体によって考案されたラーメンで、スープには山梨の水を使い、出汁には本来廃棄されてしまう山梨県産の魚のアラなどが使われているのが特徴である。具材には地産地消の目的もあり、最低1つの山梨県産食材をトッピングには使うという決まりがある。

## 特徴
やまなし源水ラーメンには、2024年現在「10+1箇条」の特徴が存在し、中でも下記太字の3項目を満たすものを「やまなし源水ラーメン」として提供するものとしている。ただしこれらの特徴は「店舗でのオペレーション提供方法なども鑑みて日々更新していき常に新たなものに変わっていく」という。
1. トッピングには最低1つ以上の県産食材を使う
2. スープにも麺にも、山梨県の水を使う
3. 山梨県のブランド魚のアラ等を使う
4. スープは透き通った清湯スープがイメージに理想的
5. 麺は山梨の水を使用した細麺がスープとの相性が良い
6. かえしを独自にブレンドし、味を競いあう
7. ラーメンに使う香味油はスープで使う材料を使った香味油が合う
8. トッピングは店により多様化
9. 大盛ではなく和え玉で楽しむ
10. ラーメンにあうご飯には“炙り飯”が相性抜群
11. 山梨県民をはじめ全国・全世界の人々の為に

## 開発の経緯
山梨県にはほうとうや吉田のうどんといった著名な麺類があるが、有名なラーメンが無かった。それに疑問を呈した飲食店など12の企業や団体のラーメン愛好家たちがメンバーとなって2023年7月に「山梨ご当地ラーメン協会」が発足する。
食材やレシピについてアイデアを出しあい、50種類以上の食材候補が挙げられ、山梨県のブランド魚である「富士の介」をベースの食材とすることに決まった。富士の介のアラは、それまでは単に捨てられてしまうだけだったものを、加工して出汁をとり、スープに使う。出汁には他にもサイズが小さく食用に至らないヤマメ、鶏ガラも利用されている。麺やスープに使う水には、山梨県のミネラルウォーターを用いることになった。
試食会を経て改良され、2023年11月9日に甲府市でお披露目のセレモニーが開催された。
山梨県の県民の日である2023年11月20日から山梨県内3つの飲食店で販売が開始される。2024年7月には日本ラーメン協会より正式にご当地ラーメンとしての認定を受け、日本ご当地ラーメン総選挙2024へもエントリーした。

## 賞歴
- 2024年 環富士山名物グルメグランプリ - グランプリ獲得[7]